# Openbaring van Petrus

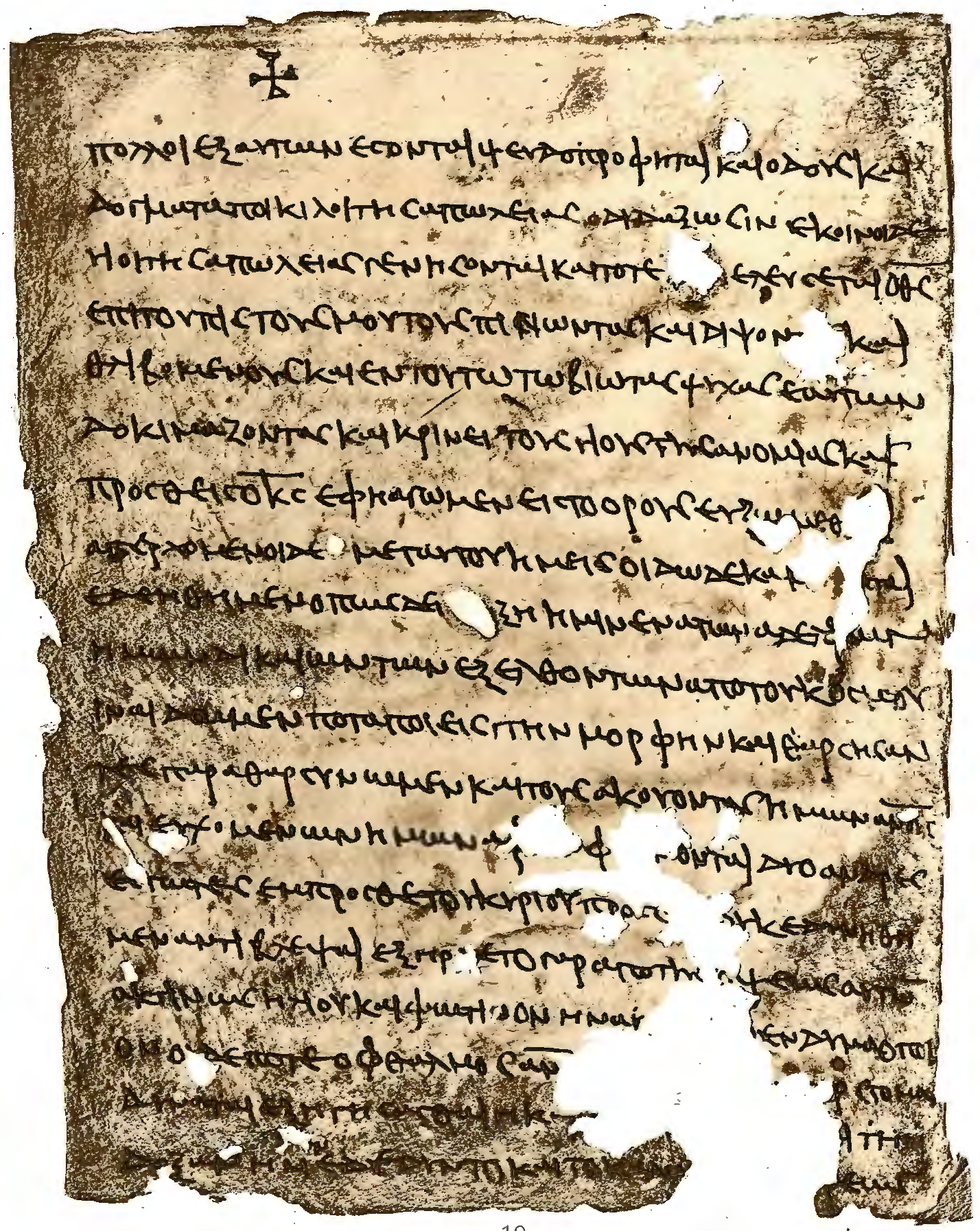
Grieks fragment van de Openbaring van Petrus gevonden in Achmim, Egypte

De Openbaring van Petrus is een apocrief geschrift van het Nieuwe Testament dat wordt gerekend tot de apocalyptische literatuur. De oorspronkelijke tekst moet rond het midden van de tweede eeuw zijn geschreven. Deze openbaring moet niet verward worden met de gelijknamige Gnostische Openbaring van Petrus.
Meerdere vroegchristelijke schrijvers vermeldden de tekst van deze Openbaring van Petrus. Clemens van Alexandrië (150-215) heeft in zijn werken citaten van de Openbaring van Petrus opgenomen. De openbaring maakte deel uit van de Canon Muratori, een tekst uit het eind van de tweede eeuw die de oudst bekende opsomming van de boeken van het Nieuwe Testament bevat. Het wordt ook genoemd in de Codex Claromontanus uit de zesde eeuw. De kerkhistoricus Sozomenus (400-450) meldde dat de tekst van de Openbaring werd voorgelezen op Goede Vrijdag. De tekst moet een zekere autoriteit hebben gehad en werd in vooral de derde en vierde eeuw in zowel het oosterse als westerse christendom veel gelezen.
De Griekse tekst is voor een deel bewaard gebleven in drie fragmenten. Het langste en eerste ontdekte fragment werd in 1887 bij archeologisch onderzoek nabij het Egyptische Achmim gevonden. Het maakte deel uit van een codex met daarin ook fragmenten in het Grieks van het Eerste boek van Henoch en het Evangelie volgens Petrus. Die handschriften dateerden uit de zevende eeuw.
Een meer volledige en waarschijnlijk ook oudere versie van de tekst is bekend uit twee manuscripten in het Ethiopisch die begin twintigste eeuw werden gevonden. Die handschriften dateren uit de achtste eeuw. De Griekse en Ethiopische versies hebben enige inhoudelijke verschillen hoewel het steeds om het zelfde thema blijft handelen.

## Inhoud
De aanhef van de tekst is: "De tweede komst van Christus en de opstanding van de doden die Christus door Petrus openbaarde aan hen die om hun zonden zijn gestorven omdat zij de geboden van God, hun Schepper, niet hebben gehouden". Het is mogelijk dat dit een latere toevoeging is geweest, omdat dit de inhoud maar gedeeltelijk beschrijft.
Voor het eerste deel heeft de auteur van deze openbaring een passage in Matteüs 24-25 als uitgangspunt genomen. In die passage praat Jezus met zijn leerlingen op de Olijfberg. De leerlingen vragen hem wat de tekenen van zijn komst zullen zijn. Het antwoord van Jezus is dat "er velen zullen komen die mijn naam gebruiken en zeggen “ik ben de messias” en zij zullen veel mensen misleiden". Jezus zegt daar verder dat de eindtijd niet onopgemerkt zal komen. "Leer van de vijgenboom deze les: zo gauw zijn takken uitlopen en in blad schieten, weet je dat de zomer in aantocht is". Deze passages verbindt de auteur van de openbaring met een andere passage over een vijgenboom in Lucas 13 waarin sprake is van een vijgenboom die onvruchtbaar is. In de tekst van de openbaring wordt dit verbonden met het lot van Israël aan wie nog een laatste kans gegeven wordt vrucht te dragen.
Het volgende deel van de tekst handelt over de scheiding tussen rechtvaardigen en de zondaars en de opstanding van de doden. Ook de mensen die door roofdieren zijn verslonden zullen uit de dood opstaan. De onrechtvaardigen zullen gestraft worden in overeenstemming met de zonden die zij hebben begaan. Zo worden vrouwen die overspel hadden gepleegd in de tekst aan hun haren opgehangen. Mensen die rechtvaardigen hadden vervolgd staan tot hun middel in brand. Soortgelijke straffen zijn er voor bijvoorbeeld mensen die geld tegen woekerrente hadden uitgeleend, valse getuigen, vrouwen die ongehuwd kinderen hadden gekregen of abortus hadden laten plegen, mensen die het geloof hadden verlaten. Het tekstdeel over de hel in de tekst van de Openbaring van Paulus is gebaseerd op dit tekstdeel in de Openbaring van Petrus. Dit gedeelte eindigt met de opdracht aan Petrus en de andere discipelen het evangelie verder te verspreiden.
In de Ethiopische versie volgt hierna een nieuw tekstdeel dat in de Griekse versie aan het begin staat. De passage is gebaseerd op die in Matteüs 17 waarin Jezus aan drie leerlingen op een berg verschijnt waarbij "hij van gedaante veranderde, zijn gezicht straalde als de zon en zijn kleren wit werden als het licht". In dit soort beelden vertelt Petrus zijn ervaring ook in deze openbaring. Petrus krijgt een prachtig land te zien, waar de "inwoners gekleed zijn met het schitterende gewaad van engelen". Petrus krijgt te zien wat de rechtvaardigen in de hemel kunnen verwachten. Jezus is net zoals in de passage in Matteüs vergezeld door Mozes en Elia. Aan het eind van de openbaring worden Jezus, Mozes en Elia op een grote witte wolk weggedragen en sluit de hemel zich weer. Petrus en de andere leerlingen baden en verlieten de berg terwijl zij God loofden.

## Invloeden
De auteur gebruikt elementen uit zowel het Oude als het Nieuwe Testament. Daarnaast zijn er duidelijk elementen ontleend aan het hellenisme. De beschrijving van de plaatsen waar de onrechtvaardigen worden gestraft en enkele straffen zijn onder meer gebaseerd op verhalen uit de Griekse mythologie. Net zoals bij Sisyphos dienen enkele onrechtvaardigen tot het einde der tijden een rotsblok tegen een berg duwen. Het is dan ook waarschijnlijk dat deze tekst ontstaan is in een christelijk joods milieu en vermoedelijk in het Egyptische Alexandrië.